# Temnothorax
Temnothorax é um gênero de insetos, pertencente a família Formicidae.

## Espécies
- Temnothorax adustus
- Temnothorax affinis‎
- Temnothorax albipennis‎
- Temnothorax allardycei
- Temnothorax ambiguus
- Temnothorax andersoni‎
- Temnothorax andrei‎
- Temnothorax bestelmeyeri‎
- Temnothorax bradleyi‎
- Temnothorax bristoli‎
- Temnothorax carinatus‎
- Temnothorax chandleri
- Temnothorax cokendolpheri‎
- Temnothorax coleenae‎
- Temnothorax crassispinus‎
- Temnothorax curvispinosus
- Temnothorax duloticus
- Temnothorax emmae‎
- Temnothorax exilis‎
- Temnothorax furunculus‎
- Temnothorax gallae‎
- Temnothorax hispidus‎
- Temnothorax interruptus‎
- Temnothorax josephi‎
- Temnothorax liebi‎
- Temnothorax longispinosus‎
- Temnothorax minutissimus
- Temnothorax neomexicanus
- Temnothorax nevadensis‎
- Temnothorax nigriceps‎
- Temnothorax nitens‎
- Temnothorax nylanderi‎
- Temnothorax obliquicanthus
- Temnothorax obturator‎
- Temnothorax oxynodis
- Temnothorax palustris
- Temnothorax parvulus‎
- Temnothorax pergandei
- Temnothorax polita‎
- Temnothorax rudis‎
- Temnothorax rugatulus
- Temnothorax salvini
- Temnothorax schaumii‎
- Temnothorax silvestrii‎
- Temnothorax smithi‎
- Temnothorax stenotyle‎
- Temnothorax subditivus
- Temnothorax terrigena‎
- Temnothorax texanus‎
- Temnothorax torrei
- Temnothorax tricarinatus‎
- Temnothorax tuberum‎
- Temnothorax tuscaloosae
- Temnothorax unifasciatus‎
- Temnothorax whitfordi‎